# Júcar

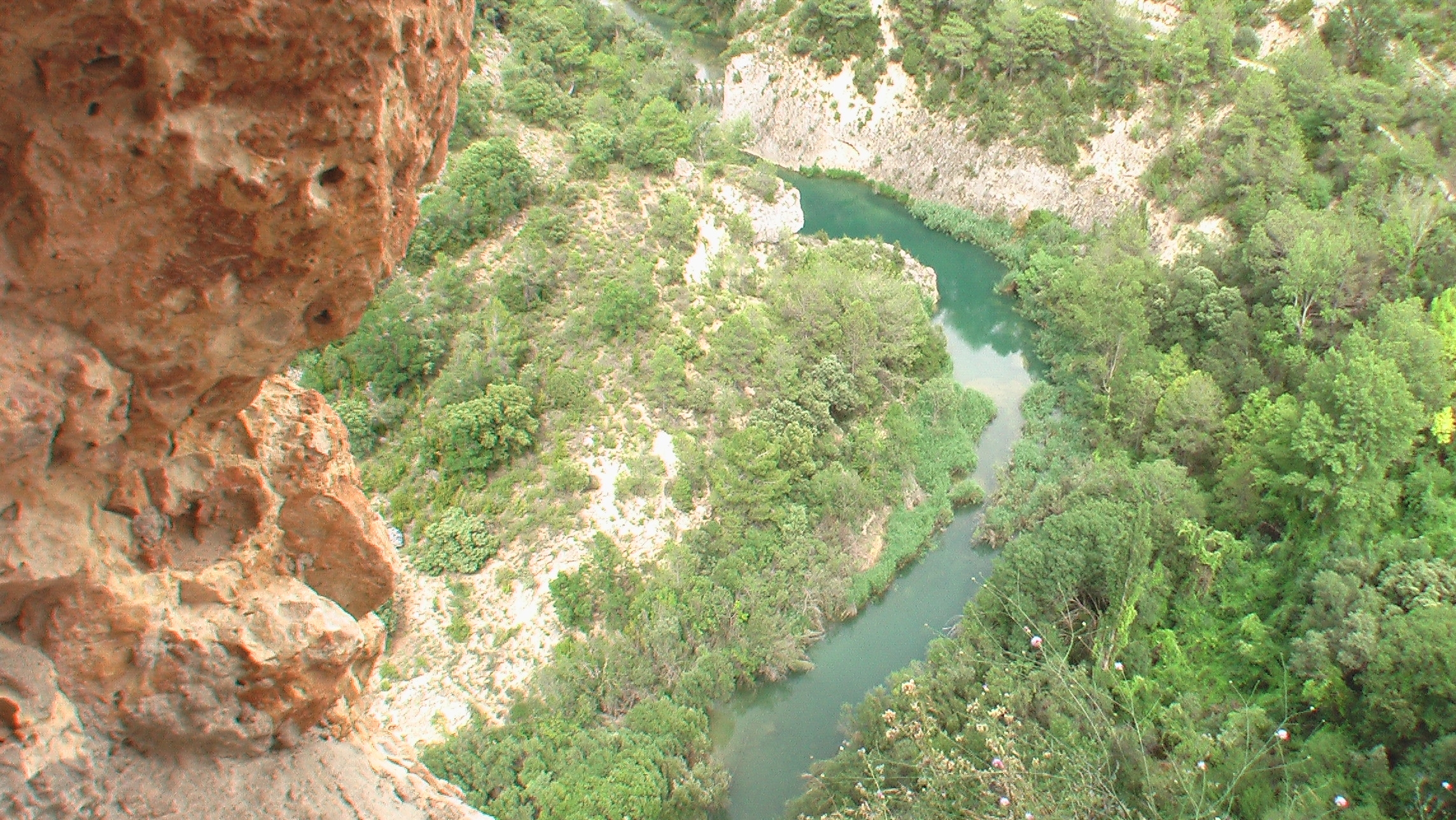

De Júcar (of Xúquer in het Catalaans) is een rivier op het Iberisch Schiereiland in Spanje. De rivier, ongeveer 500 km lang, stroomt vanaf de Montes Universales naar Cullera waar zij bij de Golf van Valencia uitmondt in de Middellandse Zee.
De rivier stroomt door de steden Cuenca, Alcalá del Júcar, Cofrentes, Alzira, Sueca en Cullera en vervolgens naar de Middellandse Zee.
De Cabriel is haar belangrijkste zijrivier. In 1982 brak de rivier door Tous' stuwmeer wat de grootste overstroming in de Spaanse geschiedenis veroorzaakte met een lawine van 16 000 kubieke meter per seconde waarbij 30 mensen om het leven zijn gekomen. Deze overstroming werd "La pantanada de Tous" genoemd.